# حراس الأرز
حراس الأرز، حزب قومي لبناني يميني متطرف، أسسه إتيان صقر المعروف بأسم «أبو أرز» ويعتبر الشاعر سعيد عقل أباه الروحي. شعار الحركة «لبيك لبنان».

## الانطلاقة
أعلنت الحركة انطلاقتها مع بداية الحرب الأهلية اللبنانية في شباط 1975 وخاضت ميليشياته، التي كانت قوامها حوالي 1000 عنصر، عدة معارك ضد الميليشيات الفلسطينية وميليشيات الحركة الوطنية اللبنانية. وأطلق خلال الحرب عدة شعارات مناوئة للوجود الفلسطيني في لبنان.
عارض بشدة التدخل العسكري السوري في يونيو 1976 كما انتقد بشدة دعاة التقسيم. رحب سنة 1982 باجتياح الإسرائيلي وانتقد موقف باقي القادة اليمينيين الذين تفادوا التعامل علنًا مع الجيش الإسرائيلي. ساند الحزب حركة العماد ميشال عون، ثم ساهمت عناصره في ميليشيا جيش لبنان الجنوبي حتى حلها سنة 2000.
بتاريخ 19/11/1976 أعطى وزير الداخلية العلم والخبر رقم 91 الذي تنص بتأسيس الجمعية المعروفة باسم: «حركة حراس الأرز» مركزها بيروت وغايتها: حركة سياسية اجتماعية، ثقافية، رياضية بهيئة إدارية مؤلفة من المدعوين: إتيان قيصر صقر، شارل عقل، رفيق بركات، شارل نصري بحري، صلاح رعد الهاشم. وأن أحدهم المدعو شارل عقل هو ممثل الهيئة تجاه الحكومة.

## وصلات خارجية
- موقع حراس الأرز